# Famille Ravanel
La famille Ravanel est une célèbre famille issue d'Argentière, au sein de la commune de Chamonix-Mont-Blanc qui comprend de nombreuses personnalités, notamment des guides et skieurs.

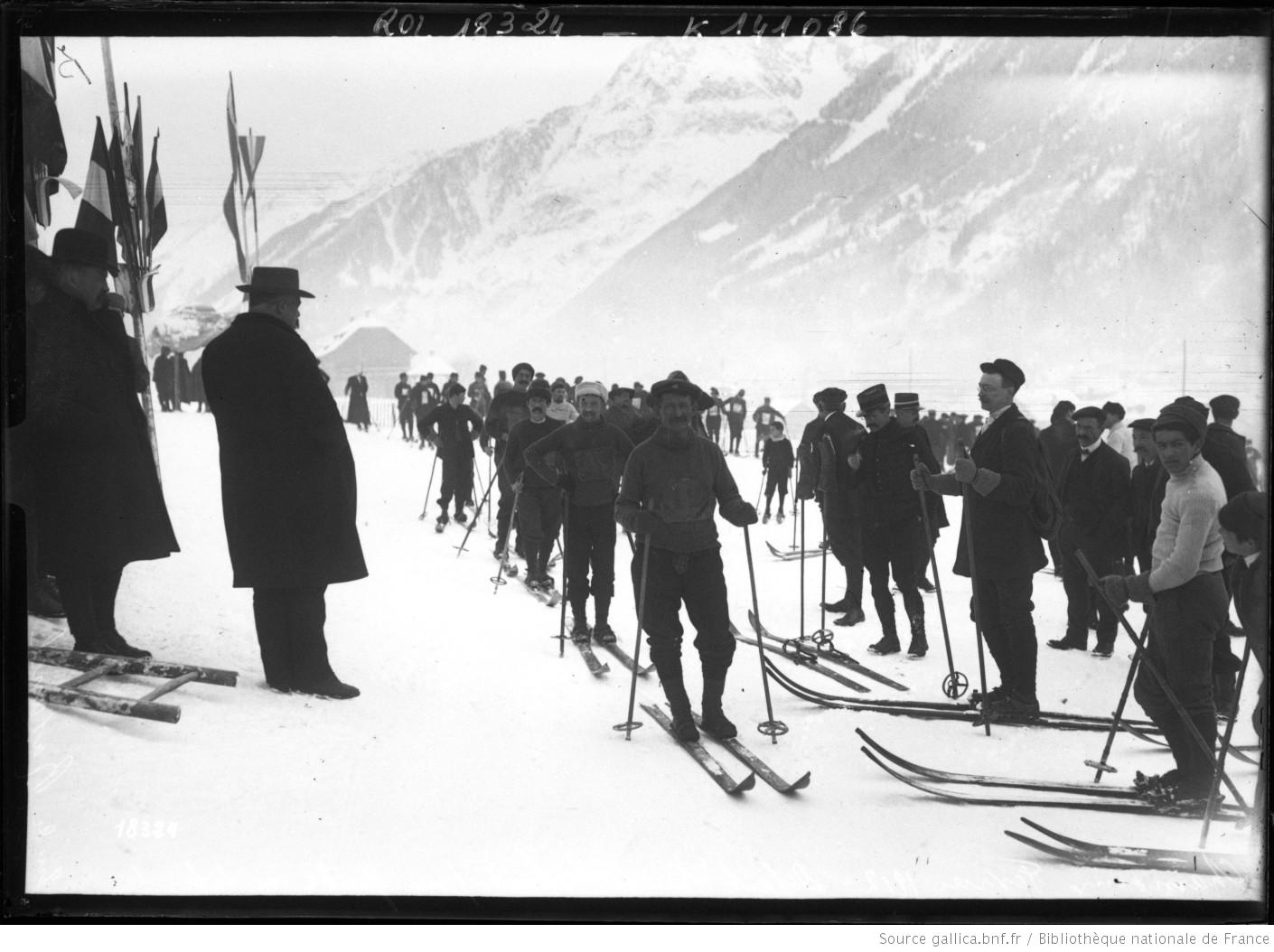
Départ de la course de fond pour guides, en tête le guide Jean Ravanel, VIe concours international de ski du Club Alpin Français, le 3 février 1912.

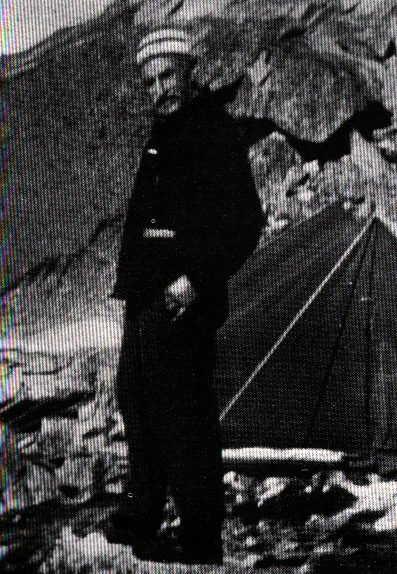
Joseph Ravanel.

## Descendance de Noël Ravanel (auXVIIesiècle)
Les archives, départementales notamment, permettent de valider la descendance depuis le milieu du XVIIIe siècle
- Noël Ravanel
  - Joseph Ravanel (1688- ), laboureur. Il épouse Michelle Simon (1690-1750).
    - Joseph Ravanel (1732-1782), laboureur, conseiller syndic de la vallée en 1782. Il épouse en 1746 Louise Marie Ducroz (1727-1756) puis en 1756 Jeanne Devouassoux (1732-1763) puis en 1765 Jeanne Charlet (1744-1798).
      - Jean Louis Ravanel (1769-1838), laboureur. Il épouse en 1788 Marie Carrier (1764-1851).
        - Jean Ravanel (1791-1874), laboureur. Il épouse en 1714 Jeanne Ravanel (1796- )
          - Louis Meril Ravanel (1815- ), laboureur. Il épouse en 1841 Marie Rosalie Ravanel (1819-1858) puis en 1866 Marie Adele Devouassoux (1841- )
          - Pierre Joseph Ravanel (1817- ), cultivateur. Il épouse en 1844 Rose Bellin (Belin) (1803- ).
          - Michel Ravanel (1819-1884), cultivateur. Il épouse en 1863 Zite Bellin (Belin) (1841- ).
            - Jeanne Marie Ravanel (1864- ), tailleuse. Elle épouse en 1889 Joseph Devouassoux (1863-1951).
            - Eulalie Emma Ravanel (1866-1892) épouse en 1889 Luc Édouard Charlet (1866- )
            - Jean Joseph Louis dit « Le Rouge » Ravanel (1869-1931), cultivateur et guide de haute montagne en 1892. Il épouse en 1899 Marie Julie Demarchis (1876- )
              - Joseph Arthur Ravanel (1901-1947), guide de haute montagne. Il épouse Anna Lucie Balmat puis en 1934 Anna Sophie Deffaugt (1901-1980).

            - Jean Michel Ravanel (1871-1913), cultivateur et guide de haute montagne en 1892.
              - Gilbert Ravanel

            - Marie Angeline Léonide Ravanel (1873-1937) épouse en 1905 Hubert Émile Desailloud (1871-1953)
            - Pierre Camille Ravanel (1874-1965), cultivateur et guide de haute montagne. Il épouse en 1908 Jeanne Ida Carrier (1885-1956)
            - Paul Armand Ravanel (1877-1957), cultivateur. Il épouse en 1903 Marie Angele Ravanel (1878- )
            - Angèle Evelyne Ravanel (1880-1968)
            - Jules Alfred (dit « Binet ») Ravanel (1882- ), cultivateur et guide de haute montagne. Il épouse en 1908 sa cousine Marie Octavie Ravanel (1886- ) voir ci-dessous

  - Nicolas Ravanel, laboureur. Il épouse Marie Simon.
    - Nicolas Ravanel (1720-1804), laboureur. Il épouse Michelle Devouassoux ( -1771).
      - Noël Ravanel (1754-1819), laboureur. Il épouse en 1772 Marguerite Simon (1755-1819).
        - François Ravanel (1781- ) épouse en 1804 Jeanne Ducroz (1783- ).
          - Pierre Francois Ravanel (1806-1883) épouse en 1829 Jeanne Marie Ducroz (1805-1883).
            - Joseph Élie Ravanel (1845- ), cultivateur. Il épouse en 1869 Julie Devouassoux (1850- ).
              - Jules Félicien Ravanel (1881- ) épouse en 1912 Marie Blanche Ravanel (1889-1968)
              - Marie Octavie Ravanel (1886- ) épouse en 1908 son cousin Jules Alfred (dit Binet) Ravanel (1882- ) voir ci-dessus

## La Vierge des Drus
Ce sont Alfred, Arthur, Camille, Joseph et Jules-Félicien qui installèrent le 18 septembre 1919 la statue de la Vierge dite Notre-Dame-des-Drus, aux Drus,.